# Pierre Geelen
Pour les articles homonymes, voir Geelen.
Pierre Geelen (1916-1944)  fut, pendant la Seconde Guerre mondiale, un résistant belge en France, qui fit partie successivement :
1. du réseau CARTE d’André Girard
2. du réseau SOE Prosper-PHYSICIAN de Francis Suttill
3. du réseau d’évasion POSSUM de Dominique Potier, réseau appelé aussi "Mission Martin" en Belgique.
4. du réseau SOE LABOURER de Marcel Leccia.

## Identités
- État civil : Pierre Albert Hubert Geelen
- Comme agent du SOE :
  - Nom de guerre (field name) : « Pierre »
  - Nom de code opérationnel : GRINDER (en français RÉMOULEUR)
  - Nom de code du Plan, pour la centrale radio (1944) : BOLÉRO
  - Surnom : Grand-Pierre (pour les résistants en Ardennes),
  - Faux papiers d'identité : Pierre Garde (lors du parachutage en France).

Situation militaire : SOE, section F, general list ; grade : lieutenant ; matricule : 313547
Pour accéder à une photographie de Pierre Geelen, se reporter au paragraphe Sources et liens externes en fin d’article.

## Famille
- Sa femme : Giselle Saillard, nationalité Royaume-Uni puis F, née le 27 avril 1907 à Pontarlier, dernier enfant d'une famille de dix, décédée le 10 août 1992. Mariage en février 1944.
- Sa fille : Ghislaine, née le 23 août 1944 à Nottingham (Angleterre). Une jumelle, Mary, est morte dans les trois jours.
- Ses frères et sœurs. 3 frères : Henri (Rick), Jan et Jacques ; 1 demi-frère : Théodore (Théo) ; 3 demi-sœurs : Élise, x, x.

## Éléments biographiques

### Avant la guerre
1916. Naissance de Pierre Geelen le 24 juin 1916 à Rotem, en Belgique.
Il est instituteur.

### Réseau CARTE
1942.
- Juillet. Le 19, Pierre Geelen quitte la Belgique pour tenter de s'engager dans les Forces belges reconstituées au Royaume-Uni, en passant par la France et l'Espagne.
- Août. À Marseille, le Belge André Heyermans le recrute comme agent du réseau CARTE d'André Girard. Avec Walthère Marly, il suit à Cannes pendant trois ou quatre semaines les cours d'instruction donnés par Peter Churchill « Raoul » sur la réception des parachutages.
- Septembre-octobre. Il participe à cinq opérations.
- Novembre. Il reçoit pour mission de se rendre en Belgique avec André Heyermans, afin d'y recruter des agents et d'y repérer des terrains d'atterrissage. Avant de gagner la Belgique, les deux hommes font étape à Paris, où ils rencontrent Germaine Tambour et Francis Suttill, le chef du réseau Prosper-PHYSICIAN. André Heyermans y est arrêté le 23[1].
- Décembre. Après avoir cherché en vain à localiser la prison où Heyermans est interné, Geelen quitte Paris le 10, et se rend à Cannes pour rendre compte de l'arrestation d'Heyermans à André Girard.

1943.
- Au début de l'année, à la suite de querelles internes opposant le chef du réseau CARTE, André Girard, à son adjoint Henri Frager, Pierre Geelen décide de retourner à Paris et de se mettre au service de Francis Suttill.

### Réseau Prosper-PHYSICIAN
- Francis Suttill accepte de faire entrer Pierre Geelen dans le réseau Prosper-PHYSICIAN, et lui confie comme première mission de se rendre à Marseille et d'y prendre livraison d'un poste-émetteur détenu par Peter Churchill « Raoul », chef du réseau SPINDLE. Le poste est destiné à Gilbert Norman, le radio du réseau Prosper-PHYSICIAN. Sans nouvelle de Peter Churchill, Geelen se rend à Arles auprès d'André Girard, qui refuse de lui donner l'adresse de Peter Churchill. Bloqué sans moyen de subsistance dans le Midi de la France où il a retrouvé Walthère Marly, Pierre Geelen envoie un message à Germaine Tambour, réclamant de l'argent pour pouvoir rentrer à Paris.
- Mars. Dès qu'il a reçu l'argent, Pierre Geelen, accompagné de Walthère Marly, revient à Paris le 8, et reprend contact avec Francis Suttill, qui les affecte comme conseillers techniques pour les parachutages : Walthère Marly au centre de Muno (section Godfrin) et Pierre Geelen dans le secteur d'Hirson, au centre d'Origny-en-Thiérache (section Manes), où il s'installe chez les sœurs Oudin[2].
- Mars à juin. Pierre Geelen organise trois opérations de parachutage sur un terrain situé entre Origny-en-Thiérache et Hirson sur le territoire de la commune de Buire, dont une en présence d'Armel Guerne « Gaspard »[3]. Il se rend deux fois en Belgique pour y chercher des nouvelles de sa famille et rendre visite à Walthère Marly. Geelen et Marly se retrouvent à plusieurs reprises à Carignan chez Georges Lefèvre qui les héberge, et sert de boîte aux lettres entre eux et Armel Guerne, que Georges Lefèvre ne connaît que sous son pseudo de « Gaspard ».
- Juin. Le 17, Pierre Geelen se rend à Paris pour rendre compte de son activité, et signaler l'endommagement du poste émetteur largué le 14/15 juin. Francis Suttill l'informe que sa photographie et celle de Marly ont été trouvées par la police allemande venue arrêter Germaine Tambour dans son appartement parisien le 22 avril 1943. Considérant que cela est désormais devenu trop dangereux, il lui demande de ne plus venir à Paris. Le 21, Pierre Geelen reçoit à Origny-en-Thiérache une lettre d'Armel Guerne déclarant qu'il est malade et qu'il ne faut lui adresser aucune lettre afin, écrit-il de « ne pas faire monter la fièvre », message signifiant à Geelen qu'il ne doit pas chercher à reprendre contact avec Guerne à Paris.
- Juillet. Walthère Marly rejoint Geelen à Origny-en-Thiérache le 5. Sans nouvelle de Francis Suttill - qui a été arrêté, mais ils l'ignorent - ils envoient à Paris Adrien Saulnois et le chef de gare d'Hirson, Delavelle, pour s’informer de la situation. Arrêtés, ceux-ci seront relâchés au bout d'une semaine. Dans la soirée du 6, Geelen et Marly eux-mêmes sont arrêtés à Origny-en-Thiérache par une patrouille allemande au cours d'un contrôle d'identité, et conduits devant le maire, Monsieur Fontaine, qui parle allemand et sert d'interprète. Mais ils parviennent à prendre la fuite au moment où les Feldgendarmes veulent les emmener pour perquisitionner au domicile de Geelen, où il avait caché un pistolet sous son oreiller. Ils se rendent à pied à Charleville, puis vont se réfugier en Belgique. Pierre Geelen y est hébergé à Florenville chez Catherine Waltener[4], et à Chiny, chez Madeleine Grandjean[5]. Walthère Marly se réfugie chez les parents d'André Heyermans à Herbeumont, où il échappe de peu à une nouvelle arrestation.

### Réseau POSSUM
- Juillet (suite). Le 15, Madeleine Grandjean apprend à Pierre Geelen que deux parachutistes britanniques – en réalité l'officier belge, Dominique Potier, chef de la Mission MARTIN, et son radio canadien, Conrad Lafleur - ont atterri à quelques kilomètres de Chiny. Geelen, après avoir examiné les parachutes et les harnais pour vérifier lui-même qu'il s'agit bien de parachutistes venant d'Angleterre, décide de leur porter secours. Geelen rencontre Dominique Potier à Muno et lui demande d'envoyer pour lui un message à Londres. La réponse que reçoit Potier est qu'il serait très dangereux pour lui de rester en contact avec Geelen, et qu'il ferait mieux de le quitter. Malgré l'avertissement de Londres, Dominique Potier intègre Pierre Geelen à son équipe. Comme Potier n'a pu obtenir de couverture pour sa mission en France, Pierre Geelen lui fournit, ainsi qu'à Lafleur, des papiers d'identité, des certificats de travail et des cartes de ravitaillement français, avec l'aide d'Arthur Dacremont et de Gaston Biazot.
- Août. Le 14. Potier va chez Raymond Gallet, artisan peintre de Fismes, et lui expose l'objet de sa mission : mettre en place dans le triangle Laon-Soissons-Reims, un réseau d'hébergement des équipages alliés abattus en territoire occupé, et assurer leur rapatriement par avion. Le 17, Pierre Geelen arrive à Fismes et s'installe chez Raymond Gallet quelques jours, avant de trouver une chambre dans un hôtel. Alerte : alors qu'il se trouve à Fismes, Geelen est interpellé par deux Feldgendarmes, mais parvient à leur échapper.
- Nuit du 13 au 14 septembre. C'est le premier pick up du réseau POSSUM, par Lysander[6]. Programmé depuis le 28 août, il a lieu sur le terrain BRASENOSE[7] et ramène trois pilotes : Fred Gardiner, Herbert Pond. En réalité le troisième a été refoulé à la frontière franco-belge, et Dominique Potier lui substitue Pierre Geelen qui, recherché par les Allemands, constitue un danger pour le réseau. C'est ainsi que Pierre Geelen revint en Angleterre par un Lysander piloté par Hugh Verity.

### Réseau LABOURER
- Arrivé en Angleterre, Pierre Geelen est mis à l'entraînement par le Special Operations Executive.

1944
- Avril. Après sept mois en Angleterre, Pierre Geelen, qui vient d'être commissionné lieutenant de l'armée britannique, est parachuté en France, à Néret (Indre), dans la nuit du 5 au 6 avril. Il vient comme opérateur radio du réseau LABOURER, avec Marcel Leccia « Baudouin », chef du réseau et Élisée Allard « Henrique », adjoint. Son nom de guerre est « Pierre ». Pour des récits détaillés, se reporter à l'article Marcel Leccia, section Mission en France : Récit de la réception de l'équipe LABOURER et Activité de l'équipe LABOURER.

### Aux mains de l’ennemi
- Mai. Peu après leur arrivée à Paris où ils cherchent à établir des contacts, les lieutenants Marcel Leccia, Élisée Allard et Pierre Geelen sont dénoncés et arrêtés. L'arrestation est connue à Londres le 9. Ils sont enfermés à Fresnes.
- Août. Pierre Geelen est déporté à Buchenwald le 5. Traversant la Champagne, le train qui l'emmène en Allemagne est bombardé aux environs de Châlons-sur-Marne et mis hors d'usage. Un camion l'achemine à Verdun, Metz, puis Sarrebruck, puis à nouveau en train jusqu'à Buchenwald.
- Septembre. Pierre Geelen est exécuté le 10 septembre 1944, suspendu par le cou à un crochet scellé dans le mur du four crématoire.

## Reconnaissance

### Distinction
Aucune distinction n'est mentionnée dans la brochure Le Mémorial de la section F.

### Monuments
- En tant que l'un des 104 agents du SOE section F morts pour la France, Pierre Geelen est honoré au mémorial de Valençay (Indre).
- Une stèle est érigée à Néret à la mémoire du groupe de trois agents SOE qui étaient venus installer le réseau LABOURER (Marcel Leccia, chef du réseau, Élisée Allard, son adjoint et Pierre Geelen, son opérateur radio). La stèle se trouve à l'endroit où ils avaient été parachutés dans la nuit du 5 au 6 avril 1944. Lieu : Néret dans l'Indre, au sud-est de Châteauroux, au lieu-dit Acre, au bord de la route du Château d'Acre. Date d'inauguration : 26 mai 1946.
- Brookwood Memorial, Surrey, panneau 22, colonne 1.
- au camp de Buchenwald, une plaque, inaugurée le 15 octobre 2010, honore la mémoire des officiers alliés du bloc 17 assassinés entre septembre 1944 et mars 1945, notamment vingt agents du SOE, parmi lesquels figure « Geelen, Lt. P.A.H. ».